# Венера-13
Венера-13 је била совјетска аутоматска научно-истраживачка станица (вјештачки сателит) намијењена за истраживање планете Венере. Лансирана је 30. октобра 1981.

## Ток мисије
Венера-13 и Венера-14 су биле идентичне летјелице лансиране са 5 дана размака.
Послије четири мјесеца лета, близу Венере је дошло до одвајања орбиталног од дијела за спуштање, 1. марта 1982. Орбитални дио је имао уређаје за гама спектрометрију, монохроматор, електронски и протонски спектрометар, детекторе гама-зрачења, детекторе сунчевог вјетра и друге. Они су вршили мјерења прије, у току, и послије проласка поред планете Венере.
Капсула за спуштање је била херметички затворена и садржавала је инструменте и камеру. Инструменти су укључивали и направе за хемијске и изотопске анализе, посматрање спектра сунчевог зрачења, осматрање електричних пражњења, рендгенски спектрометар, бушилицу тла и узимач узорака, пенетрометар и сеизмометар.
По уласку у атмосферу прво је кориштен падобран, а касније само аеродинамичко кочење до приземљења. Подручје спуштања је имало доста камења са тамним тлом. Снимци су направљени, а а бушилица је узела узорак тла који је анализиран. Дио за спуштање је остао функционалан 127 минута на температури од 457 °C и атмосферском притиску од 84 атмосфере.

## Основни подаци о лету
- Датум лансирања: 30. октобар 1981.
- Ракета носач: Протон са додатим степенима
- Мјесто лансирања: Тјуратам, Бајконур
- Маса сателита (kg): капсула за спуштање 760